# Calau (Alemanya)
Calau (baix sòrab: Kalawa) és una ciutat alemanya que pertany a l'estat de Brandenburg. Està situada 14 kilòmetres al sud Lübbenau i a 27 de Cottbus. Els habitants del municipi que s'identifiquen com a sòrabs ha baixat del 30,8% el 1843 al 3,5% el 1900.

## Barris i districtes
- Bolschwitz - Bólašojce
  - Erlenau - Wólšyna
- Buckow - Bukowk
- Craupe - Kšupow
  - Radensdorf - Radowank
  - Schrakau - Žrakow
- Gollmitz - Chołmc
  - Settinchen - Žytym
- Groß Jehser - Jazory
  - Mallenchen - Malinki
    - Erpitz - Šěrpšow
- Groß Mehßow - Změšow
  - Klein Mehßow - Změšowk
- Kemmen - Kemyń
  - Säritz - Zarěc
  - Schadewitz - Škódow
- Mlode - Młoźe
  - Rochusthal - Rajcański dołk
- Saßleben - Zasłomjeń
  - Kalkwitz - Kałkojce
  - Reuden - Rudna
- Werchow - Wjerchownja
  - Cabel - Kobłej
  - Plieskendorf - Wjelchna
- Zinnitz - Synjeńce; 
  - Bathow - Batowk

## Composició de l'ajuntament
Segons dades del 2008, els 18 regidors de l'ajuntament de Calau pertanyien a les forces:
- Die Linke 6 regidors
- CDU 4 regidors
- SPD 3 regidors
- LW (Ländliche Wählergemeinschaft) 2 regidors
- Grüne 1 regidor
- FDP 1 regidor
- DSU 1 regidor